# Ana de Foix-Candale
Ana de Foix (1484 — Buda, 26 de julho de 1506) foi rainha da Boêmia e da Hungria como consorte do rei Vladislau II.

## Biografia
Ana era filha do conde Gastão de Foix-Candale e de Catarina de Foix, infanta de Navarra. Seu casamento com o rei tcheco-húngaro foi a consequência de um tratado político entre Luís XII da França e os Jagelão contra os avanços dos turcos otomanos e a expansão da Casa de Habsburgo. O contrato matrimonial foi fechado em 23 de março de 1502.
Ana chegou à Hungria em 29 de setembro de 1502, donde começa as núpcias. Ela foi coroada em Székesfehérvár, rainha da Hungria. Ana nunca seria coroada rainha da Boêmia, por ser uma fervente católica. Recordemos que a maioria da nobreza húngara era hussita.
De seu casamento com Vladislau II da Boêmia e IV da Hungria nasceram dois filhos:
- Ana da Boêmia e Hungria (1503 - 1547), casada com o arquiduque austríaco Fernando, futuro rei consorte da Hungria e Boêmia e imperador germânico.
- Luís (1506 - 1526), casado com Maria de Habsburgo, rei da Boêmia e Hungria com o nome de Luís II e morto na batalha de Mohács.

O notável da sua pessoa não foi a sua atuação, mas sim a sua descendência, em particular a de sua filha Ana, de quem descendem muitos monarcas europeus.